# Stair
Stair – wieś w Anglii, w Kumbrii, w dystrykcie (unitary authority) Cumberland. Leży 38 km na południowy zachód od miasta Carlisle i 398 km na północny zachód od Londynu.